# Svjetski dan djece
Svjetski dan djece obilježava se jednom godišnje kada se obilježavaju prava djece i adolescenata. Datum se razlikuje od zemlje do zemlje, ali najčešće je 20. studenoga (također i u Hrvatskoj). Od 1950. godine Svjetski dan djece obilježava se 1. lipnja u većini bivših komunističkih i postkomunističkih zemalja. 
Prvi put ustanovljen 1954., Svjetski dan djece slavi se obično 20. studenoga u spomen na Deklaraciju o pravima djeteta odobrenu tijekom Opće skupštine Ujedinjenih naroda 20. studenog 1959. To je također datum na koji su 1989. Ujedinjeni narodi usvojili Konvenciju o pravima djeteta.
Prvi instrument u smjeru prava djece bila je "Konvencija o minimalnoj dobi" koju je usvojila "Međunarodna konferencija rada" 1919. Ali prva prava potvrda dogodila se 1924. Ženevskom deklaracijom tijekom "Svjetske konferencije o dobrobiti djece“, kada je peta generalna skupština Lige naroda ratificirala „Deklaraciju o pravima djeteta“. Od 1950. godine dan se obilježava 1. lipnja u većini bivših komunističkih i postkomunističkih zemalja.
Skoro sve države u svijetu (do danas je 196 država pravno vezano Konvencijom), s izuzetkom Sjedinjenih Država, ratificirale su ovu Konvenciju. Posljednja zemlja koja je ratificirala konvenciju bila je Somalija. Konvencija je pravni instrument i referenca na svaki napor uložen u pedeset godina obrane prava djece; sastoji se od 54 članka.
Svjetski dan djece služi kao podsjetnik na obvezu da se osigura da sva djeca, bez obzira na njihovo podrijetlo, imaju priliku rasti i dostići svoj puni potencijal. To je dan kada se slave postignuća djece i brani njihova prava, njihovo dostojanstvo i plemenitost.
Papa Franjo proglasio je, da će se prvi Svjetski dan djece u organizaciji Katoličke Crkve slaviti u Rimu 25. i 26. svibnja 2024. U papinoj poruci povodom toga dana istaknute su vrijednosti dijeljenja i praštanja: tako raste prijateljstvo, sa strpljenjem, hrabrošću, kreativnošću i maštom, bez straha i bez predrasuda.